# Limnichus javanicus
Limnichus javanicus är en skalbaggsart som beskrevs av Maurice Pic 1922. Limnichus javanicus ingår i släktet Limnichus och familjen lerstrandbaggar. Inga underarter finns listade i Catalogue of Life.